# Hjalmar Andresen
Hjalmar Andresen (18 de juliol de 1914 - 22 de juny de 1982) fou un futbolista noruec de la dècada de 1930.
Disputà 6 partits amb la selecció de futbol de Noruega, amb la qual participà en el Mundial de 1938 com a jugador reserva. Pel que fa a clubs, jugà al Sarpsborg FK.